# Józefina (powiat piotrkowski)
Józefina – wieś w Polsce, położona w województwie łódzkim, w powiecie piotrkowskim, w gminie Gorzkowice.
Do 2024 r. miejscowość była częścią wsi Gorzkowiczki. W latach 1975–1998 Józefina administracyjnie należała do województwa piotrkowskiego.